# Oxiúrides
Els oxiúrides (Oxyurida) són un ordre de cucs nemàtodes de la classe dels secernentis (Secernentea). Són paràsits d'animals. Tenen el cos fusiforme, que en el cas de les femelles acaba en una cua punxeguda, i tres llavis a l'obertura bucal. Aquest ordre inclou els coneguts oxiürs (Enterobius vermicularis i E. gregorii), paràsits intestinals de l'home, especialment en edat infantil.
Altres espècies d'aquest ordre són: 
- Gyrinicola batrachiensis, un paràsit o mutualista dels capgrossos
- Syphacia oryzomyos, un paràsit del ratolí dels aiguamolls Oryzomys palustris
- Skrjabinema ovis, un paràsit dels remugants